# Heinrich Reese (Mediziner)
Heinrich Reese (* 19. Februar 1879 in Basel; † 28. Juni oder 4. Juli 1951 in der Türkei) war ein Schweizer Arzt und Botaniker.
Sein botanisches Autorenkürzel lautet „Reese“.

## Leben
Der Sohn des basel-städtischen Kantonsbaumeisters und späteren Regierungsrats Heinrich Reese studierte Medizin und promovierte 1903 an der Universität Basel. Er wirkte als Arzt in Basel. Er spezialisierte sich im Ausland auf Nervenheilkunde. Von 1909 bis 1919 arbeitete er in der Kuranstalt Bellevue in Kreuzlingen. Von 1920 bis 1950 war er Adjunkt beim Gesundheitsamt des Kantons Basel-Stadt.
Reese beschäftigte sich mit der Pflanzenwelt des Mittelmeerraums und des Orients. Er beschrieb 32 neue Pflanzenarten, die meisten davon zusammen mit Arthur Huber-Morath. Dieser benannte Reese zu Ehren mehrere Pflanzenarten, darunter den Süßklee Hedysarum reesei und die Königskerzenart Verbascum reeseanum benannt.
Reese starb auf einer Reise in der Osttürkei. Er ist auf dem christlichen Friedhof von Elazığ begraben.